# Falske Dmitrij 2.
Falske-Dmitrij 2. (russisk: Лжедмитрий II, tr. Lzjedmitrij II; død 21. december 1610 i Kaluga) var en bedrager, der foregav at være søn af den russiske zar Ivan den Grusomme, Tsarevitj Dmitrij Ivanovitj. Den virkelige Dmitrij Ivanovitj var død er uopklaret, men han blev sandsynligvis snigmyrdet i 1591 i en alder af ni på hans enkemors bopæl i Úglitj (i Jaroslavl oblast).
Den anden Falske Dmitrij dukkede op på scenen på omkring 20. juli 1607, i Starodub (Brjansk oblast). Han menes at have været enten præstesøn eller en konverteret jøde, og var relativt højt uddannet for tiden. Han talte både russisk og polsk og var noget af en ekspert i liturgiske spørgsmål. Han påstod først at være den moskovitiske bojar Nagoy, men tilstod under tortur, at han var Tsarevitj Dmitrij, hvorefter han blev taget på ordet og fik følgeskab af tusindvis af kosakker, polakker og moskovitter.
Han erobrede hurtigt Karatjev, Brjansk, og andre byer, der blev forstærket af polakkerne, og i foråret 1608 nåede han frem til Moskva, og angreb Vasilij IVs hær ved Bolkhov. Løfter om konfiskation af godser der tilhørte bojarerne fik mange bønder over på hans side. Landsbyen Tusjino, tolv verst fra hovedstaden, blev omdannet til en væbnet lejr, hvor Dmitrij samlede sin hær. Hans styrke omfattede oprindeligt 7.000 polske soldater, 10.000 kosakker og 10.000 andre soldater, herunder tidligere medlemmer af den mislykkede Zebrzydowski Rebellion under Zebrzydowski oprøret. Falske-Dmitrijs styrker oversteg snart 100.000 mænd. Han vandt troskab af byerne Jaroslavl, Kostroma, Vologda, Kasjin og flere andre.
Ankomsten af kong Sigismund III Vasa til Smolensk forårsagede at et flertal af polakkerne der havde fulgt Dmitrij sluttede til den polske konges hær. Samtidig nærmede en stærkt russisk-svenske hær under Mikhail Skopin-Shuisky og Jacob De la Gardie nærmede Tushino sig, hvilket tvang ham til at flygte fra sin lejr forklædt som bonde og gå til Kostroma, hvor Marina sluttede sig til ham, og han optrådte endnu engang som kongelig. Han foretog et andet mislykket angreb på Moskva, og, støttet af Don-kosakker, vandt kontrol over det sydøstlige Rusland. Han blev imidlertid dræbt, mens han var halvfuld, den 11. december 1610 af en tatarisk prins, Peter Urusov, som han havde pisket.